# Hermandad de Nuestra Señora de la Granada
La Asociación del Santo Rosario de Nuestra Señora de la Granada y Niño Jesús de los Reyes es una organización religiosa católica de la ciudad de Granada (Andalucía, España), con orígenes en una antigua hermandad fundada en 1743 en la desaparecida Parroquia de San Gil. La congregación originaria fue refundada en 2012 como asociación privada de la iglesia, en la Ermita parroquial de San Isidro labrador, bajo el nombre de Asociación del Santo Rosario de Nuestra Señora de la Granada y Niño Jesús de los Reyes.

## Historia
La primera referencia que se tiene de la existencia de esta hermandad está en La Gazetilla curiosa del padre De la Chica quien habla de una "Congregación de Niños Feligreses de la referida parroquia de San Gil", la cual se fundó en 1743 a instancias de Francisco Vinagre, sacerdote y comisario de la Santa Inquisición en Granada.
La hermandad se constituyó teniendo como devociones a la Virgen de la Granada y a San Antonio de Padua, siendo esta última imagen una donación que realizó un canónigo de la Abadía del Sacromonte llamado Vicente Pastor. La imagen de la Virgen fue sustituida en 1764 por una nueva, la cual fue procesionada en julio de ese mismo año por las calles de la ciudad, "adornada de un riquísimo vestido nuevo", "con acompañamiento de luces y música".
La iglesia de San Gil, sede de la hermandad, fue demolida en 1869 y todos sus bienes y efectos pasaron a la iglesia de Santa Ana, trasladándose la cofradía hasta este lugar.  En esos mismos años la hermandad no contaba ya con demasiada actividad y los cultos y fiestas fueron asumidos por la propia parroquia, quien alentó la devoción a la imagen.

### Refundación
En 2012, un grupo de jóvenes decide rescatar la devoción a la Virgen de la Granada procediendo para ello a constituir una asociación privada de la Iglesia, que recogiera el mismo espíritu de la cofradía originaria: una hermandad de jóvenes y la recuperación de una devoción histórica en Andalucía. En 2018, el arzobispo de Granada, Francisco Javier Martínez, autoriza la bendición de la nueva imagen titular de la corporación, procediendo a su bendición en abril del mismo año.

## Sedes canónicas

### Parroquia de San Gil
El templo parroquia de San Gil, hoy desaparecido, fue una iglesia mudéjar levantada por el arquitecto Francisco Hernández entre 1543 y 1563. En su interior se disponían cubiertas en carpintería de lo blanco de gran factura, tal y como señala Gómez-Moreno, obra de Miguel y Martín Escobar. La portada del templo fue diseñada por Diego de Siloé en 1555 y llevada a término por su maestro de obras Juan de Maeda, presidida por la imagen del santo, que fue realizada en 1560 por Toribio de Liébana.
La destrucción de la fábrica, en 1868, llevó a que el patrimonio mueble asociado a esta iglesia pasara al cercano templo de Santa Ana, donde aún se conservan buen parte de los bienes que pertenecieron a San Gil, entre ellos - posiblemente - la originaria imagen de la Virgen de la Granada y de San Antonio, titulares de la cofradía. 

### Parroquia de San Isidro
La actual sede de la Hermandad de la Virgen de la Granada es la parroquia de San Isidro, un templo situado en el Distrito Beiro de la ciudad de Granada. Originariamente, el templo de cruz latina fue una ermita situada en las conocidas como Eras de Cristo; y que disponía de una única nave, con capillas abiertas en el muro y un breve transepto. La consagración de la ermita tuvo lugar en 1651, ubicándose en mitad de los campos de labor que existían y que determinaron la advocación del templo a San Isidro labrador, quien preside una de las capillas del retablo mayor junto a su esposa, Santa María de la Cabeza; ambos protectores del campo español.
En su interior, además del retablo mayor, procedente de algún convento desamortizado, se venera la imagen de un ecce-homo, conocido como el Cristo de las Eras; advocación que procede del crucificado que históricamente se situó en el compás de este templo. Asimismo, existe un cuadro de la Inmaculada Concepción, atribuido a Pedro Atanasio Bocanegra; un Sagrado Corazón de Jesús, de Domingo Sánchez Mesa; así como la Virgen de la Granada, que se venera en la antigua capilla del Cristo del Paño.

## Nuestra Señora de la Granada

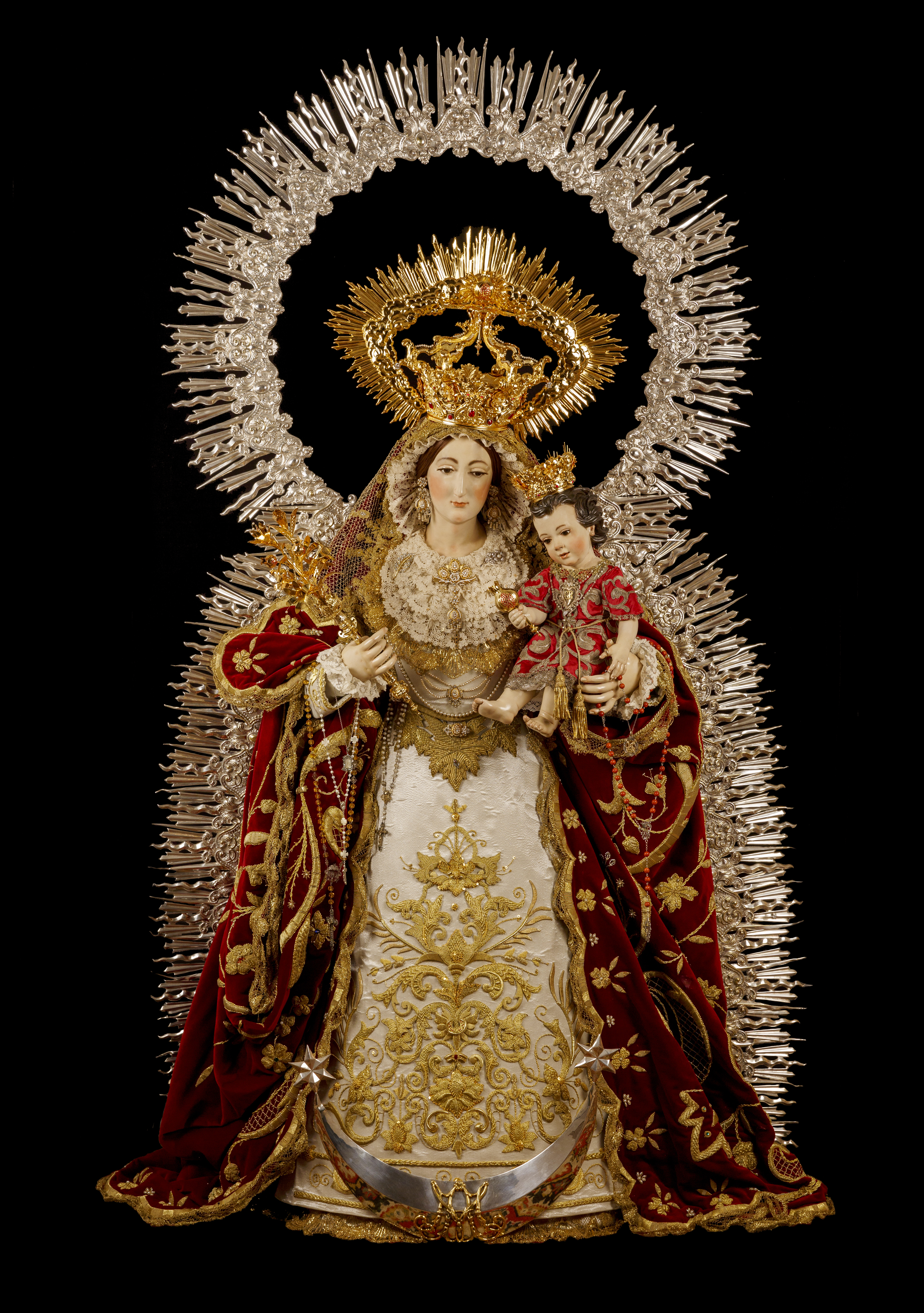
Nuestra Señora de la Granada y el Niño Jesús de los Reyes

La Virgen de la Granada, en la ciudad de Granada, ha contado con varios precedentes históricos, existiendo al menos tres imágenes con esta advocación. La primera de ellas, hoy conservada en el Colegio Mayor "Albayzín", es una talla del siglo XVI, de bulto redondo y estofada. La segunda de ellas, hoy reconvertida en Virgen del Carmen, se encuentra en la parroquia de Santa Ana y que pudo ser la que procesionó la hermandad desde 1764 y hasta el cese de su actividad; y una tercera y última realizada por el escultor Alberto Fernández Barrilao y que está expuesta al culto en la parroquia de San Isidro, sede de la actual asociación de la Virgen de la Granada.

### Imágenes
En 2015, los fieles de la parroquia de San Isidro promueven de forma privada la realización de imagen mariana para la Asociación de Nuestra Señora de la Granada. El encargo se realiza al escultor Alberto Fernández Barrilao quien toma modelos tradicionales de la Escuela granadina de escultura como base de su inspiración artística. Para ello realiza en madera de cedro una imagen de candelero de la Virgen, con mirada frontal, y un niño de talla completa que sustenta en sus brazos. 